# Georges Saupique
Georges Saupique, né le 17 mai 1889 à Paris 19e, et mort le 8 mai 1961 à Paris 6e, est un sculpteur français. 

## Biographie
Après une scolarité au collège Stanislas, puis au lycée Henri-IV à Paris, il est élève, puis professeur à l'École nationale supérieure des beaux-arts de Paris. Il épouse Jacqueline Bouchot (1893-1975), professeure à l'École du Louvre, conservatrice en chef au cabinet des dessins du Louvre, fille d'Henri Bouchot (1849-1906), de l'Institut, conservateur du cabinet des estampes de la Bibliothèque nationale à Paris.
Mobilisé pendant la Première Guerre mondiale, il est blessé le 25 août 1914 par un éclat d'obus à la tête et le 18 mars 1915 à la bataille des Éparges par une balle au bras gauche.
Ami du sculpteur Raymond Delamarre, il commence à exposer au Salon des artistes français de 1922. Il ensuite voyage dans la vallée soudanaise du Nil et passe beaucoup de temps dans les jardins zoologiques européens à étudier les animaux. Sculpteur orientaliste, il expose au salon d'automne dès 1923. Saupique devient membre de la Société des artistes décorateurs et collabore avec la galerie Bernheim-Jeune. En 1925, il participe à l'Exposition internationale des Arts décoratifs et présente son bas-relief L'Auroch dans la Pergola de La Douce France, qui lui vaut, avec les autres sculpteurs, le prix international d'architecture. Cette pergola a été remontée en 1935 à Étampes.
À partir de 1926, il expose aux Salons des Tuileries. Le financier Octave Homberg lui commande en 1927 quatre sculptures monumentales pour décorer le hall de l'immeuble de la Société financière française et coloniale (SFFC), au 34 rue Pasquier à Paris. Il mettra deux ans à sculpter les quatre allégories des colonies : L'Afrique noire, L'Indochine, L'Afrique du Nord, et Les Antilles, en marbres polychromes et en bronze, mesurant près de 2 m de hauteur. La façade de cet immeuble (société Unicrédit Group) a conservé sept bas-reliefs allégoriques représentant : un chameau, un éléphant, un crocodile, un requin, un tigre, une gazelle et un serpent. C'est à cette époque qu'il réalise dans un matériau nouveau, le Lap, des bas-reliefs destinés à la décoration de façades parisiennes de 1927 à 1929.
Pour l'Exposition coloniale de 1931, il sculpte principalement la Fontaine des lions du palais de l'AOF (le lion et la lionne surmontés d'un vautour aux ailes déployées) et la décoration du pavillon de la SFFC.
En 1935, il participe à la décoration du paquebot Normandie, réalisant quatre bas-reliefs représentant les gloires de la Normandie. De 1933 à 1936 est bâtie en périphérie de Paris la nouvelle église du Sacré-Cœur de Gentilly, pour la Cité universitaire. Il réalise toutes les sculptures, en pierre, ainsi que les quatre anges de bronze du clocher. À l'intérieur de l'église, on peut également découvrir sa sculpture du Sacré-Cœur.
Pour l'Exposition de 1937, il fait partie des cinquante-sept sculpteurs œuvrant à la décoration du palais de Chaillot, au Trocadéro. Il réalise alors un bas-relief monumental encastré dans la façade donnant sur la rue Benjamin-Franklin. 
On peut voir de lui de nombreuses sculptures réalisées en collaboration avec Louis Leygue lors de la restauration monumentale de la cathédrale Notre-Dame de Reims après la Première Guerre mondiale par Henri Deneux. 
Il est en outre l'auteur d'une des sculptures en bronze du Mémorial de la France combattante au mont Valérien. Enfin, son œuvre la plus populaire est un buste de Marianne (1946). Le musée du Louvre à Paris, le musée des Années Trente à Boulogne-Billancourt et le musée Rodin à Meudon conservent quelques-unes de ses œuvres.

## Œuvres

### Art religieux
- Anges monumentaux, quatre statues monumentales (5,60 m de hauteur, 8 m avec les ailes), clocher de l'église du Sacré-Cœur de la Cité universitaire, Gentilly, bronze, 1936[5]
- Chemin de Croix, bas-relief, église Saint-Jacques, Mohammédia (ex-Fedala), Maroc, pierre, 1934
- Calvaire, place de l'église, Beg Meil, granit, 1941[6],[7],[8]
- Chemin de Croix, quatorze bas-reliefs, Cathédrale Notre-Dame de Chartres, pierre, 1941-1949[9],[10]
- Trois supports de table d'autel, chœur, cathédrale Notre-Dame-et-Saint-Vaast d'Arras, bronze doré, 1937[11]  et gisant de l'évêque Eugène Julien dans le transept sud du même édifice[12].
- Panneau mural, en staff, patine beige, dédicacé et daté 1er janvier 1927, collection particulière[13]
- Chemin de croix, quatorze stations en granit, chapelle Saint-Jacques, Saint-Alban, 1954. Exécuté par les élèves de son atelier de l'école des beaux-arts, texte peint de Jantet
- Chemin de croix, quatorze stations en granit, nef de la cathédrale Saint-Étienne de Saint-Brieuc, 1958. Exécuté par les élèves de son atelier de l'école des beaux-arts

Personnages bibliques
- Cent vingt personnages, bas-reliefs, pierre, 1933-1937, portail de l'église du Sacré-Cœur de la Cité universitaire, Paris[14] dont un grand :
- Christ en majesté, bas-relief, pierre, 1936, tympan de l'église du Sacré-Cœur de la Cité universitaire, Paris[14]
- Sacré-Cœur de Jésus, statue, pierre, 1938, église du Sacré-Cœur de Gentilly[15]
- Sacré-Cœur de Jésus, statue, église, Liévin, pierre d'Euville, vers 1942
- Résurrection, cathédrale Saint-Étienne de Saint-Brieuc, granit, 1958.
- Pietà, statue, église Saint-Jacques, Mohammédia (ex-Fedala), Maroc, pierre, 1934
- Vierge de Miséricorde, statue, église Notre-Dame-de-France, Londres, pierre de Pouillenay, vers 1953[16]
- Couronnement de la Vierge, gâble du porche central de la façade ouest, cathédrale Notre-Dame de Reims, 1955 (l'original du XIIIe s., abîmé en 1914-1918, est conservé au palais du Tau[17],[18]
- Assomption, cathédrale Saint-Étienne de Saint-Brieuc, granit, 1958

Saints
- Jeanne d'Arc au bûcher, pierre, cathédrale Notre-Dame de Rouen[19]
- Sainte Jeanne d'Arc, église Notre-Dame-de-Senelle à Herserange, pierre, 1924. Exposée au Salon des artistes français de 1924
- Saint Joseph, statue, église Saint-Jacques, Mohammédia (ex-Fedala), Maroc, pierre, 1934
- Saint Nicolas, statue, église d'Aix-Noulette, pierre, 1938

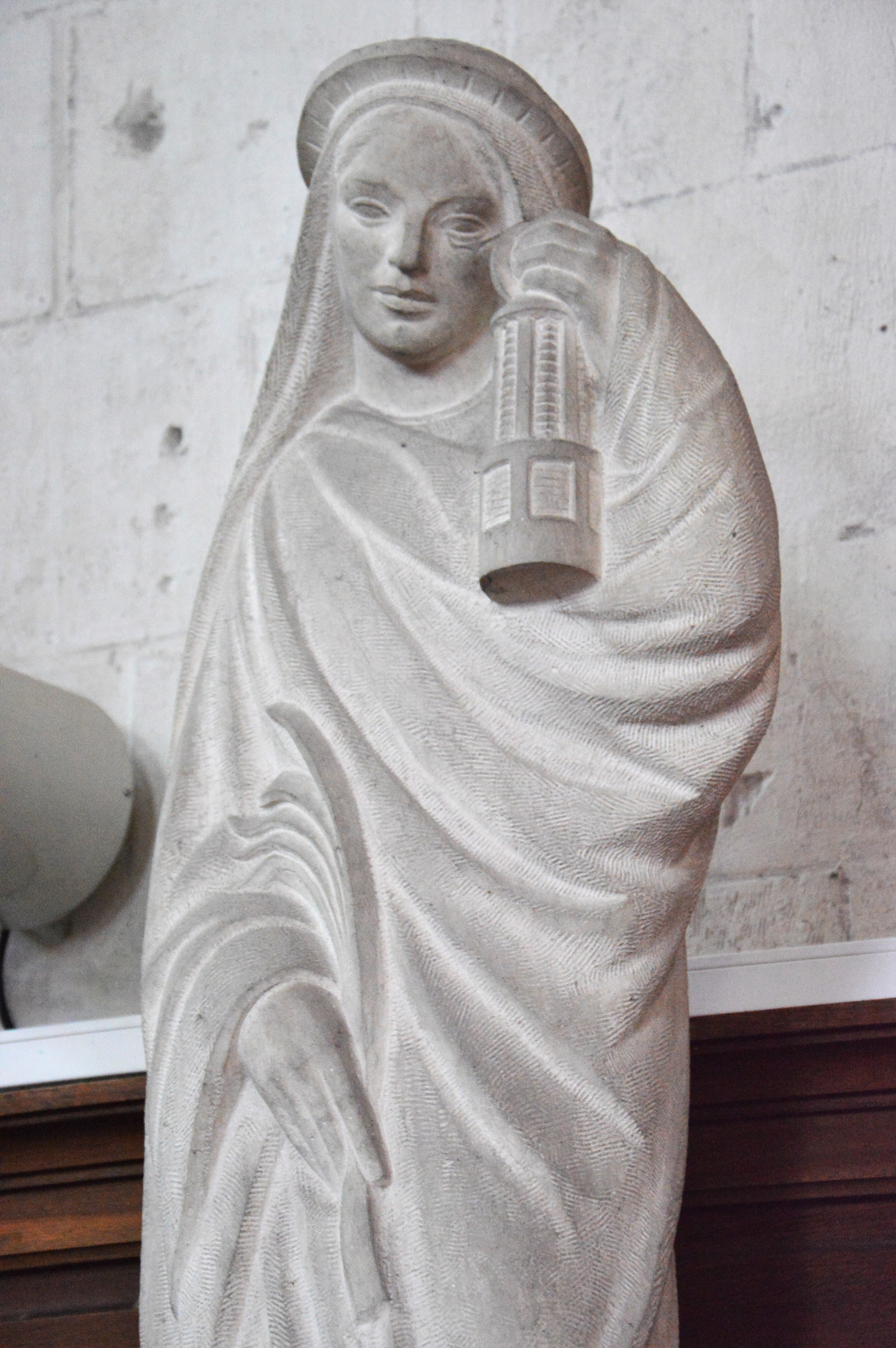
Église Saint-Germain d'Aix-Noulette - Statue de Sainte Barbe.

- Sainte Barbe, statue, église d'Aix-Noulette, pierre, 1939
- Sainte Jeanne d'Arc, église du Falgoux, bois, vers 1943
- Saint Jean l'Évangéliste et l'Aigle, 4,25 m, église Saint-Gervais-Saint-Protais de Paris, pierre, 1947
- Sainte Thérèse, statue, 3 impasse Hoche à Châtillon, pierre, autrefois sur la façade de la chapelle maintenant désaffectée[20]
- Saint Thomas, tour nord, Cathédrale Notre-Dame de Reims, pierre, 1959

### Art profane
- Jeune arabe, buste, musée des Années Trente, Boulogne-Billancourt, bronze, 1930[21]
- Jeune arabe, buste, musée national des beaux-arts d'Alger, Algérie, bronze, 1931
- L'Auroch, pierre, Pergola de la Douce France, Étampes (1925) : grand prix collectif international d'architecture[22]
- Le Saint Graal, pierre, Pergola de la Douce France, Étampes (1925) : grand prix collectif international d'architecture[23]
- Figures diverses, série bas-reliefs polychromes, pierre et encaustique, provenant de la brasserie du café du Dôme, 1924, collections particulières[réf. nécessaire]
- Armoiries de la ville de Vincennes, pierre, 1933, hôtel de ville, rue de Fontenay, Vincennes
- Jeune fille aux bras levés, palais de Tokyo, pierre d'Euville, 1937[24]
- La Bienvenue, jeune fille tenant des fleurs, rue de la République, Barentin, Haute-Normandie[25]

Allégories
- Le Champagne, bas-relief en pierre peinte, collection particulière[réf. nécessaire]
- L'Indochine, buste en plomb, collection particulière[26]
- L'Indochine, 1927, sculpture polychrome en marbre et bronze, collection particulière[27]
- L'Afrique du Nord, 1927, sculpture polychrome en marbre et bronze, collection particulière[28]
- Les Antilles, 1927, sculpture polychrome  en marbre et bronze, collection particulière[29]
- Dromadaire, bas-relief, pierre, 1929, façade du 34, rue Pasquier, Paris[30]
- Éléphant d'Afrique, bas-relief, pierre, 1929, façade du 34, rue Pasquier, Paris[31]
- Crocodile, bas-relief, pierre, 1929, façade du 34, rue Pasquier, Paris[32]
- Requin, bas-relief, pierre, 1929, façade du 34, rue Pasquier, Paris[33]
- Tigre, bas-relief, pierre, 1929, façade du 34, rue Pasquier, Paris[34]
- Antilope, bas-relief, pierre, 1929, façade du 34, rue Pasquier (donne sur la rue de Mathurins), Paris[35]
- Pêcheur de morue de Saint-Pierre-et-Miquelon, bas-relief, pierre, 1929, façade du 34, rue Pasquier (donne sur la rue de Mathurins), Paris[36]
- La Normandie maritime légendaire : La saga d'Erik le Rouge au Groenland, bas-relief, pierre de Cruchaud, 1935, pour le paquebot Normandie, démonté en 1942, collection particulière[réf. nécessaire]
- La Normandie maritime légendaire : Les Normands en Sicile, bas-relief, pierre de Cruchaud, 1935, pour le paquebot Normandie, démonté en 1942, collection particulière[réf. nécessaire]
- La Normandie maritime légendaire : Odin Freya entraînant les drakkars sur la Seine, bas-relief, pierre de Cruchaud, 1935, pour le paquebot Normandie, démonté en 1942, collection particulière[37]
- La République, monument commémoratif, 1945, Sèvres (remplace une œuvre de 1881)
- L'Asie, bas-relief 4,40 m h. x 3,50 m. larg., palais du Trocadéro, Paris, pierre, 1937[38]
- Marianne, buste, mairie de Bessan, bronze, 1946[39]
- Les Affluents de la Seine, statue nonumentale, Pont Boieldieu, Rouen, pierre de Chauvigny, 1957[40]
- Océan, père de l'aventure, statue nonumentale, Pont Boieldieu, Rouen, pierre de Chauvigny, 1957[41]
- Le Casabianca, bas-relief, Mémorial de la France combattante au Mont Valérien, Suresnes, bronze, 1960[42]
- Discobole, statue, stade Jules-Noël (porte de Châtillon), Paris, pierre, 1961, sa dernière œuvre[43]
- Torse de femme nue, plâtre, collection particulière[44]

Personnages

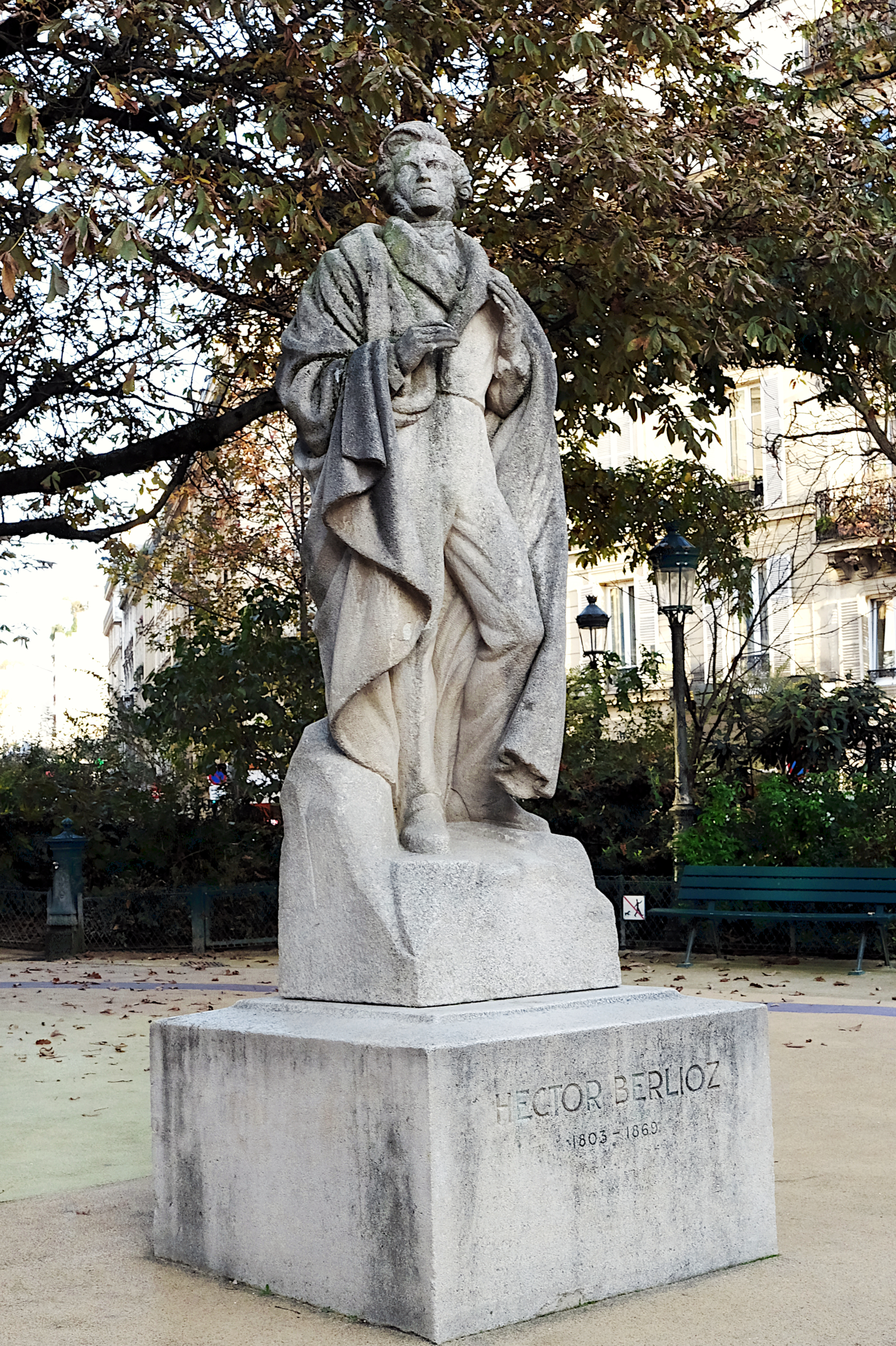
Statue d'Hector Berlioz placée dans le square éponyme (Paris, 9e).

- Mgr Julien, évêque d'Arras, 1852-1930, gisant dans la cathédrale d'Arras, 1942[45]
- Jacques Jaujard (1895-1967), directeur des Musées de France, buste en bronze, musée du Louvre, Paris[46]
- Buste de Marius Pieyre (après 1935), bas-relief de bronze, maire de Dole, cimetière Nord de Dole[47]
- L'abbé Florian Prudham, directeur du collège Stanislas, collège Stanislas, Paris
- Henri Bouchot, statue en pierre, 1946, restitution d'après moulage d'une précédente statue en bronze par Armand Bloch (1907) et envoyé à la fonte sous le régime de Vichy en 1941, square Bouchot, Besançon[48]
- Monument du maréchal Leclerc, bronze, 1951, place Broglie, Strasbourg. Premier monument en hommage au commandant de la 2e DB, inaugurée le 23 novembre 1951[49]
- Jacqueline Saupique, buste 1938[50]
- François Coppée, médaillon en bronze, place André-Tardieu, Paris, 1959 (en remplacement de l'ancienne statue de bronze)[51],[52],[53]
- François Rabelais, statue, place de la Mairie, Meudon, calcaire, ronde-bosse, 1943[54]
- Hector Berlioz, pierre, 1946, square Berlioz, place Adolphe-Max (Paris, 9e), en remplacement de l'ancienne statue de 1886 en bronze, détruite[55]
- Mahaut d'Artois, hôtel de ville, Arras, pierre, 1933[56]
- Sergent Jules Bobillot, statue en pierre, place Paul-Verlaine, traversée par la rue Bobillot, Paris 13e, remplaçant statue en bronze détruite pendant la Seconde Guerre mondiale[57]
- Le Maréchal Joffre, bronze, 1952, Palaiseau, École Polytechnique[58]

Monuments aux morts
- Monument aux morts de la Grande Guerre, inauguré le 5 juin 1921, lycée Henri-IV, Paris[59]
- Monument aux morts, avenue Limousine, Meymac, pierre, 1922[60]
- Monument aux morts, Le Falgoux, pierre[61]
- Monument aux morts, église Saint-Bernard de la Chapelle, 1925, Paris, pierre.
- Monument aux morts, Signy-l'Abbaye, pierre, 1924[62]
- Monument aux morts, monument commémoratif des deux victoires de la Marne, pierre, avenue Charles-de-Gaulle, Montmirail (Marne)[63]
- Monument aux morts, Villerupt pierre, 1922[64], médaille exposée au Salon des artistes français de 1922
- Monument aux morts, Saint-Dizier bronze, (non localisé)
- Monument aux morts, Langres, en collaboration avec Aristide Rousaud[65]
- Monument aux morts, église de l'Assomption, Milon-la-Chapelle, plâtre
- Monument aux morts, mairie du 1er arrondissement de Paris, pierre (guerrier blessé), 1953[66]
- Christ en croix - Calvaire des Marins, monument aux morts, rue de la Tour d'Odre, Boulogne-sur-Mer, Christ en bronze, 1947[67]
- Monument aux héros des Chemins de fer, bas-relief, largeur : 4 m, hauteur : 2 m. Direction de la SNCF, 86, rue Saint-Lazare, Paris, bronze, 1946-1948, réérigé dans la rue du Départ[68]

Objets d'art
- Épée d'académicien de René Grousset (Académie française)
- Épée d'académicien de Jacques Jaujard (Académie des Beaux-Arts)

### Dessins
Le département des Arts graphiques du musée du Louvre à Paris conserve quatre dessins : 
- Étude pour un Christ en Croix[69]
- Femme nue, assise, de face[70]
- Femme voilée, dont les mains tiennent le sexe d'un homme[71]
- Homme caressant une femme[72]

Le musée des Années Trente de Boulogne-Billancourt conserve des études

## Maîtres et élèves
Maîtres
- Canela, professeur de dessin (Collège Stanislas)
- Hippolyte Lefèbvre (1863-1935)
- Jules Coutan (1838-1939) (École des Beaux-Arts)
- Aristide Rousaud, élève de Rodin

Élèves
- Louis Chavignier
- Paul Bialais

## Distinctions
- Officier de la Légion d'honneur (1938)
- Croix de guerre 1914–1918
- Croix de guerre 1939–1945